# Pech (Tschechow)

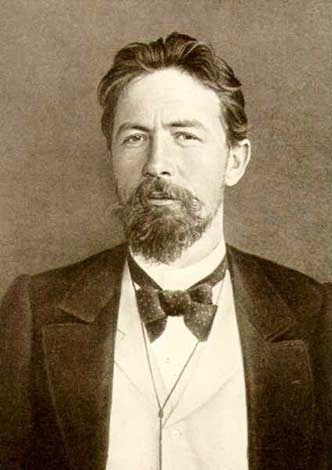
Anton Tschechow

Pech (russisch Неудача, Neudatscha) ist eine Kurzgeschichte des russischen Schriftstellers Anton Tschechow, die am 11. Januar 1886 in der Wochenzeitschrift Oskolki erschien. Zu Lebzeiten des Autors wurde der Text ins Bulgarische, Deutsche, Polnische, Serbokroatische, Finnische, Tschechische und Schwedische übersetzt.
Eltern wollen nun mal ihre Töchter verheiraten. So auch das Ehepaar Peplow. Es belauscht seine Tochter Natascha, die offenbar im Nachbarzimmer mit Stschupkin, dem Lehrer für Schönschreiben, Süßholz raspelt. Eindeutig, das ist eine Liebeserklärung, will der Vater heraushören und nötigt die Mutter im dunklen Zimmer, das Heiligenbild von der Wand zu nehmen. Gesagt, getan – schwupp sind die Eltern drüben und segnen ihre Kinder nach dem Motto „seid fruchtbar und mehret euch“. Der übertölpelte Stschupkin ist vor Schreck sprachlos und lässt sich vom Schwiegervater in spe willig segnen. Die Eltern weinen vor Glück. Als sich der Vater im Verlaufe des Segens von der Mutter das Heiligenbild reichen lässt, bekommt Stschupkin seine Chance. Die Mutter hat versehentlich das Porträt des Schriftstellers Laschetschnikow abgehängt. Der Kalligraph nutzt die Verwirrung und macht sich aus dem Staube.

## Verwendete Ausgabe
- Gerhard Dick (Hrsg.), Wolf Düwel (Hrsg.): Anton Tschechow: Gesammelte Werke in Einzelbänden: Pech. S. 457–459 in: Gerhard Dick (Hrsg.): Anton Tschechow: Vom Regen in die Traufe. Kurzgeschichten. Aus dem Russischen übersetzt von Ada Knipper und Gerhard Dick. Mit einem Vorwort von Wolf Düwel. 630 Seiten. Rütten & Loening, Berlin 1964 (1. Aufl.)[3]